# Prima Sedes, Corona Regis et Regni Caput

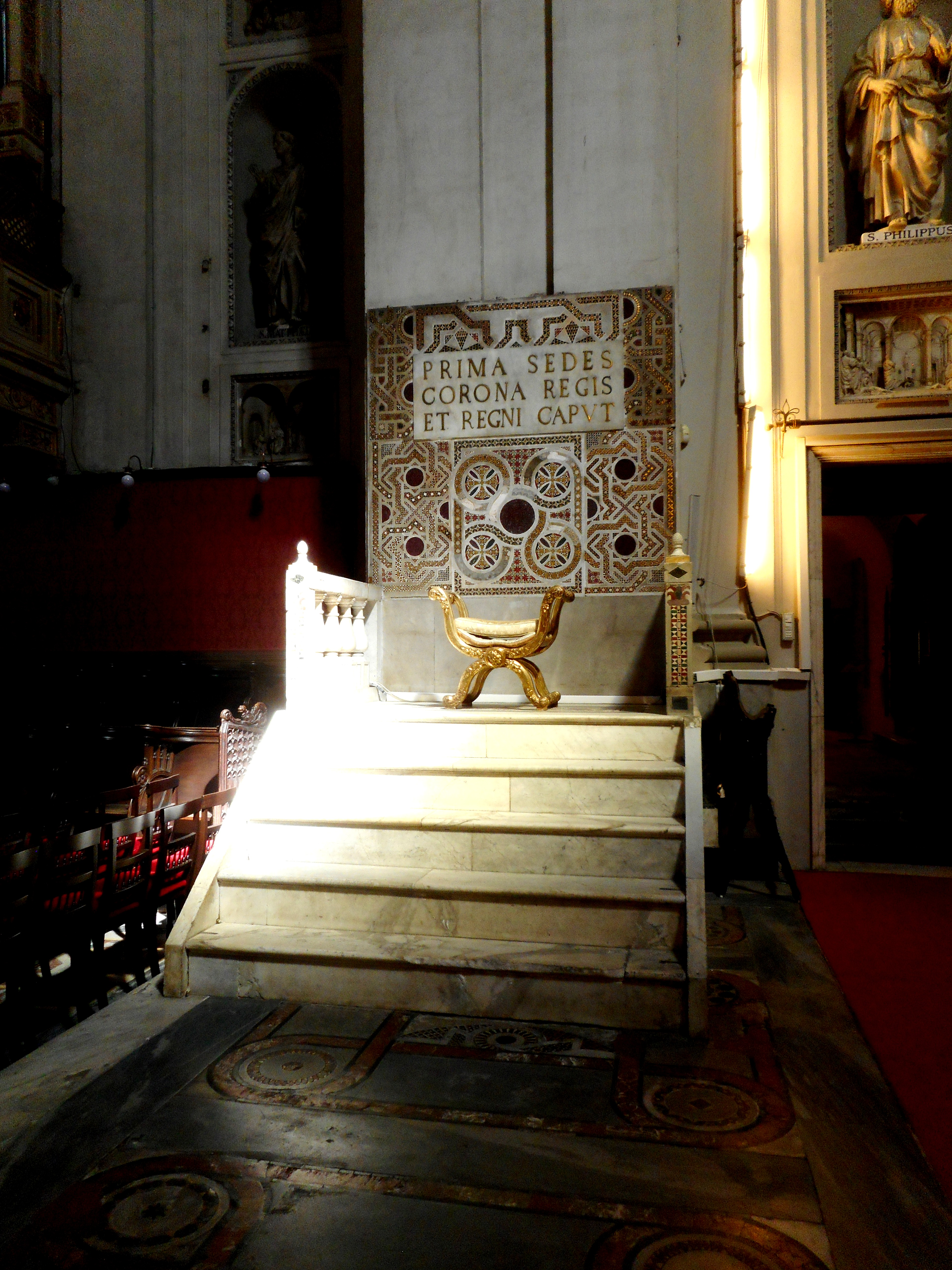
Baldacchino Reale presso la Cattedrale di Palermo

Prima Sedes, Corona Regis et Regni Caput è un'espressione indicante i tre titoli divenuti prerogativa della città di Palermo con la fondazione del Regno di Sicilia, avvenuta il 25 dicembre 1130, tramite l'incoronazione di Ruggero II d'Altavilla nella cattedrale di Palermo. I tre titoli fanno riferimento ai tre antichi privilegi della città, ossia quello di essere stata la prima sede dei Re di Sicilia, quello di fungere da luogo deputato alla loro incoronazione e, infine, il suo rango di capitale.

## Storia
La conquista islamica dell'831 comportò l'ascesa dell'antica Panormus, nome dai saraceni trasformato in Balarm, al rango di principale città dell'isola e "capitale" dell'Emirato di Sicilia. L'ascesa di Palermo durante quest'epoca si concretizzò soprattutto nella considerevole crescita demografica e nella fiorente attività commerciale, elementi che contribuirono a rendere Palermo una delle principali metropoli d'Europa e del mondo musulmano, nel 1050 seconda solo a Cordova.

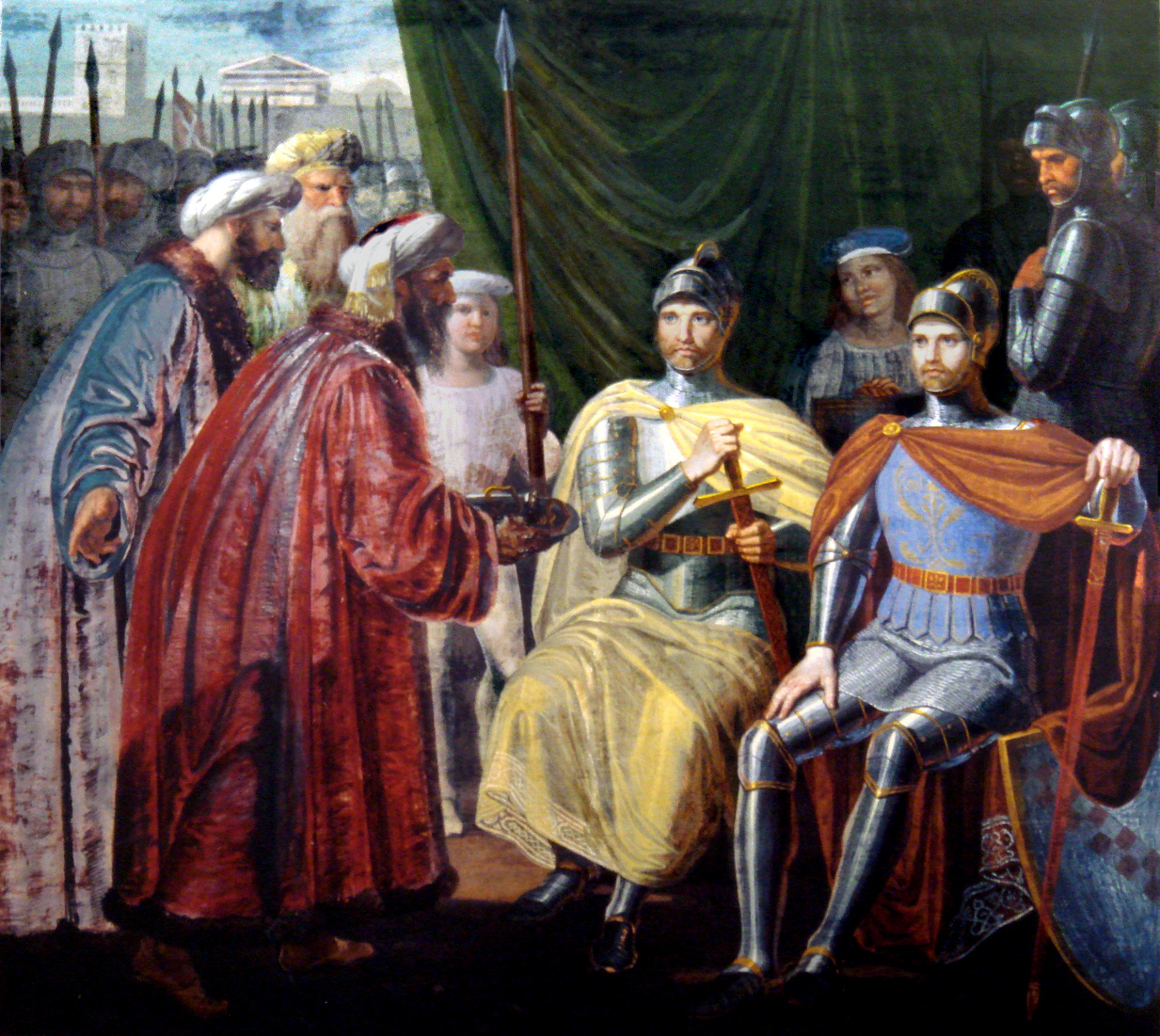
Roberto il Guiscardo e Ruggero I ricevono le chiavi di Palermo dai saraceni. Affresco di Giuseppe Patania, Palazzo dei Normanni

Nelle fonti in lingua araba dell'epoca, a testimonianza della sua preminenza sulle altre località dell'isola, nonché della sua importanza come centro culturale e religioso, Palermo viene spesso appellata semplicemente come "al-Madīna" ("la città"). Tale definizione persistette dopo la riconquista cristiana operata dai normanni nel 1072, come testimoniato dal viaggiatore andaluso Ibn Jubayr che nel suo resoconto di viaggio del 1184-1185 scriveva: «Sede del reame di Sicilia è la città più bella dell'isola: i musulmani la chiamano al-Madīna e i cristiani Palermo»..
Con la conquista normanna guidata dai più famosi tra i fratelli Altavilla, il duca Roberto il Guiscardo ed il gran conte Ruggero I, la città divenne possedimento del primo, mentre al secondo fu attribuito il resto dell'isola.  A capo dell'amministrazione di Palermo il Guiscardo nominò un suo luogotenente cristiano, attribuendogli il titolo arabo di emiro, primo esempio in terra siciliana della caratteristica predisposizione normanna all'assimilazione dei modelli e dei costumi delle terre conquistate. Soltanto nel 1091, il figlio ed erede di Roberto, il duca di Puglia e Calabria Ruggero Borsa, cedette la metà di Palermo allo zio Ruggero I, gran conte di Sicilia, in cambio di supporto politico e militare contro i cosentini ribelli.
Ruggero I non fissò la sua residenza stabile a Palermo, preferendo spesso la località di Mileto, posta in un punto strategico per il controllo dei possedimenti calabresi. Ciononostante in diverse occasioni il gran conte risiedette nella futura capitale. Fu qui, per esempio, che Ruggero I ricevette il fratellastro di Guglielmo il Conquistatore, il potente vescovo Oddone di Bayeux, morto a Palermo e sepolto in cattedrale nel 1097.

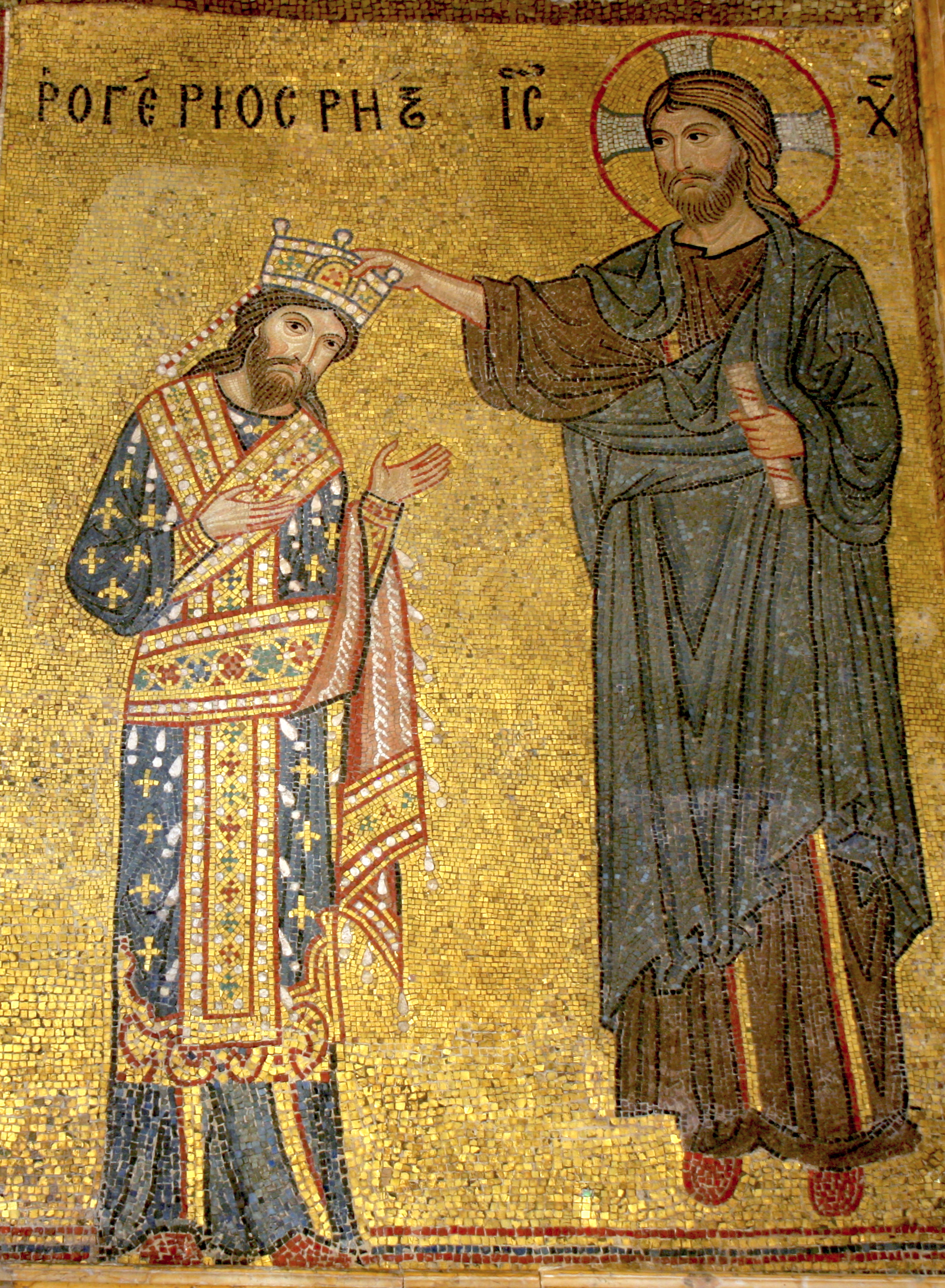
Mosaico di Ruggero II incoronato da Cristo, Chiesa della Martorana

A sancire il definitivo stabilimento della corte a Palermo fu, dopo la morte di Ruggero I nel 1101, sua moglie Adelaide del Vasto, che, in qualità di reggente del figlio Ruggero II, preferì l'atmosfera cosmopolita e metropolitana di questa città alle più piccole località di Mileto, Messina e San Marco d'Alunzio. Trascorsero probabilmente diversi anni prima che questa scelta divenisse definitiva. Nel 1109 Ruggero II e sua madre ospitarono proprio a Palermo il re di Norvegia Sigurd I, in sosta durante il suo viaggio alla volta del Medio Oriente per la crociata norvegese.
È probabile che la scelta di Palermo come sede della corte della Contea di Sicilia abbia acquisito ufficialità nel 1112, in prossimità del raggiungimento della maggiore età di Ruggero II e, di conseguenza, della fine della reggenza di Adelaide. Nello stesso 1112, infatti, il Palazzo dei Normanni (o Palazzo Reale) di Palermo fu il teatro dell'investitura a cavaliere del futuro re di Sicilia. Nel giugno dello stesso anno Ruggero e Adelaide concessero privilegi speciali all'arcivescovo della città. Tuttavia, Ruggero II aveva ereditato dal padre soltanto una potestà parziale su Palermo. Solo nel 1122, mediante un trattato stipulato con Guglielmo II di Puglia, Ruggero II poté ottenere la potestà assoluta sulla futura capitale del regno, in cambio di assistenza contro il conte di Ariano, Giordano.
Ereditato anche il Ducato di Puglia e Calabria nel 1127, agli occhi di Ruggero II diventava sempre più necessaria l'acquisizione del titolo regio. Nel 1129 fu stabilito che il luogo della sua futura incoronazione sarebbe stato la cattedrale di Palermo. L'incoronazione del primo re di Sicilia ebbe luogo nel giorno di Natale del 1130. Nelle parole dell'abate Alessandro Telesino, il giorno della cerimonia fu «come se venisse incoronata l'intera città». Da quel momento in poi Palermo venne ad identificarsi con la monarchia.

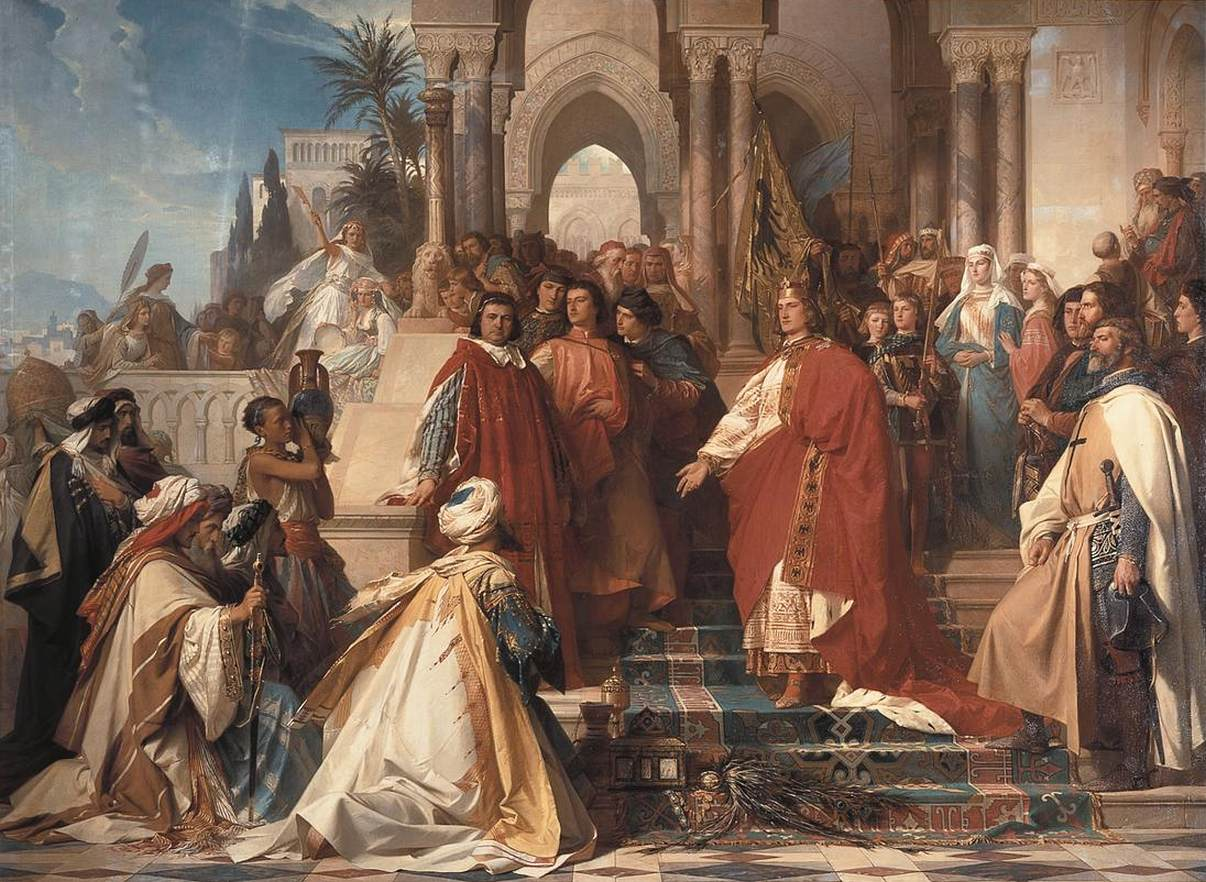
La corte di Federico II a Palermo. Dipinto di Arthur von Ramberg, Neue Pinakothek, Monaco di Baviera

In qualità di città del sovrano, Palermo fu arricchita di splendidi edifici sia durante il regno di Ruggero II che durante quello dei suoi discendenti. Poco dopo l'incoronazione, Ruggero promosse la costruzione della meravigliosa Cappella Palatina del Palazzo Reale, al tempo stesso eccelso luogo di culto e fulgida manifestazione della ricchezza del casato regnante.
L'espressione «Prima Sedes, Corona Regis et Regni Caput» pare risalire proprio al periodo degli Altavilla. Peraltro, in epoca normanno-sveva, formule diverse ma legate a concetti simili si ritrovano, per esempio, durante il regno di Guglielmo II, con la città definita come «Urbs Regia in qua Thronus et Solium nostrae residet Majestatis», e quello di Enrico VI di Svevia, laddove Palermo viene appellata «Sedes et Caput Regni nostri Siciliae et in qua ipsius Regni Coronam Primum Portavimus». Con il figlio e successore di Enrico, Federico II, il prestigio politico e culturale di Palermo rimase notevole, nonostante le frequenti assenze dell'imperatore dalla città. Fu durante il suo regno che la Scuola siciliana, frequentemente riunita nel Palazzo Reale di Palermo, conobbe il massimo del suo fulgore.

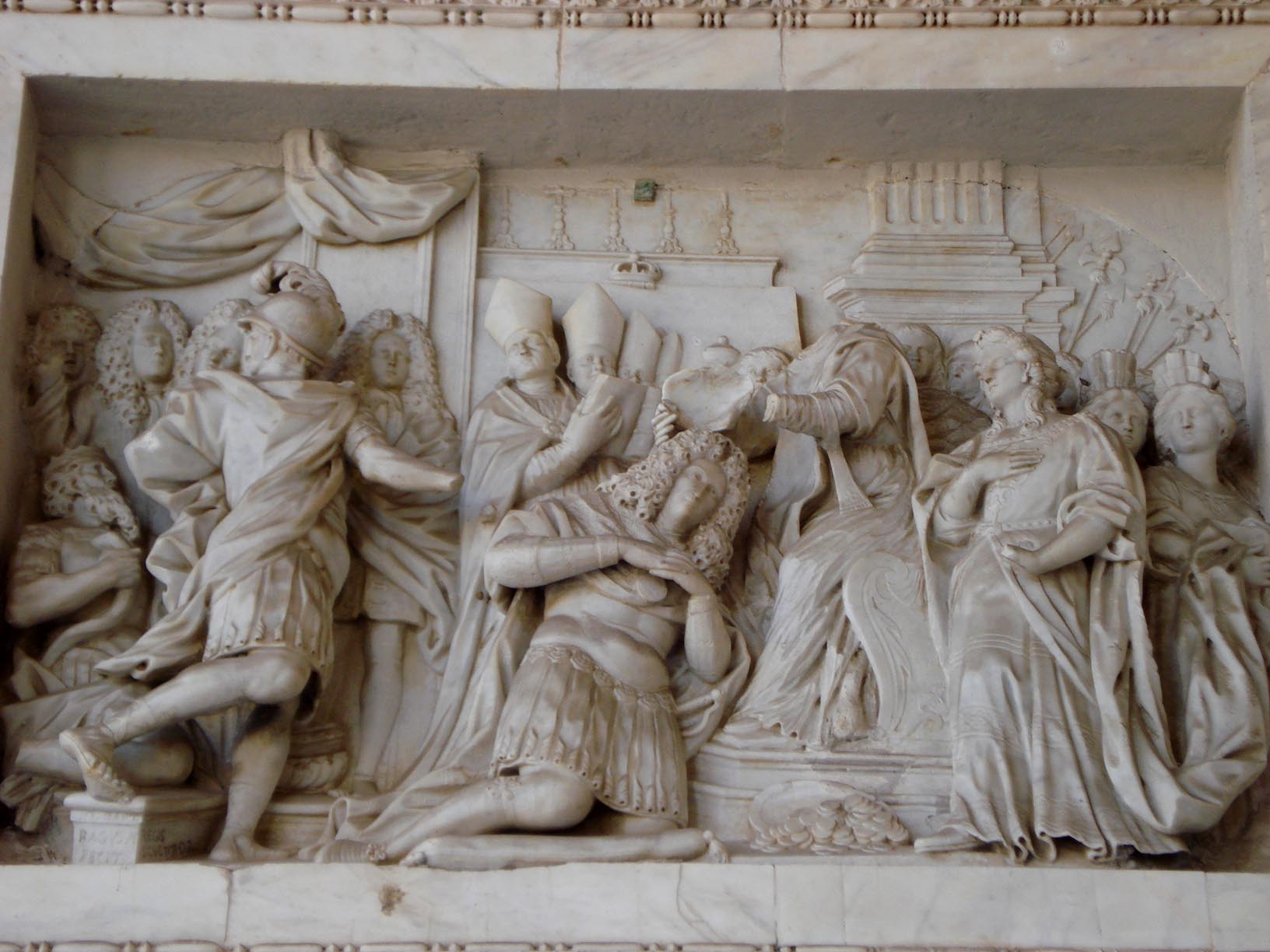
Bassorilievo dell'incoronazione di Vittorio Amedeo di Savoia, cattedrale di Palermo

Nel 1258 la cattedrale di Palermo fu il teatro dell'incoronazione del figlio naturale dello Stupor Mundi, Manfredi di Sicilia, destinato ad essere l'ultimo re svevo. Con Carlo I d'Angiò, incoronato il 6 gennaio 1266 a Roma, venne per la prima volta violata la consuetudine dell'incoronazione nella cattedrale di Palermo. Lo stesso Carlo fu il protagonista dello spostamento della residenza del sovrano a Napoli, gesto che rappresentò uno dei motivi scatenanti della rivolta dei Vespri siciliani nel 1282, la quale sancì la separazione del regno in due entità distinte sotto due case reali diverse, gli angioini nella penisola e gli aragonesi nell'isola. Durante il periodo siculo-aragonese i sovrani stabilirono la propria residenza abituale a Catania, ma la cattedrale di Palermo conservò il suo antico privilegio di sede delle incoronazioni regie. Durante il successivo periodo del vicereame, Palermo fu sede dei viceré di Sicilia, conservando in tal modo l'antico status di città capitale.
Con il Trattato di Utrecht del marzo-aprile 1713 il Regno di Sicilia passò al duca di Savoia Vittorio Amedeo II. Il 24 dicembre dello stesso anno, nel corso di una sontuosa cerimonia nella cattedrale di Palermo, Vittorio Amedeo II e sua moglie Anna Maria di Orléans furono incoronati re e regina di Sicilia, garantendo a Casa Savoia una dignità regia fino a quel momento mancante e poi conservata tramite lo scambio con il Regno di Sardegna avvenuto nel 1718.

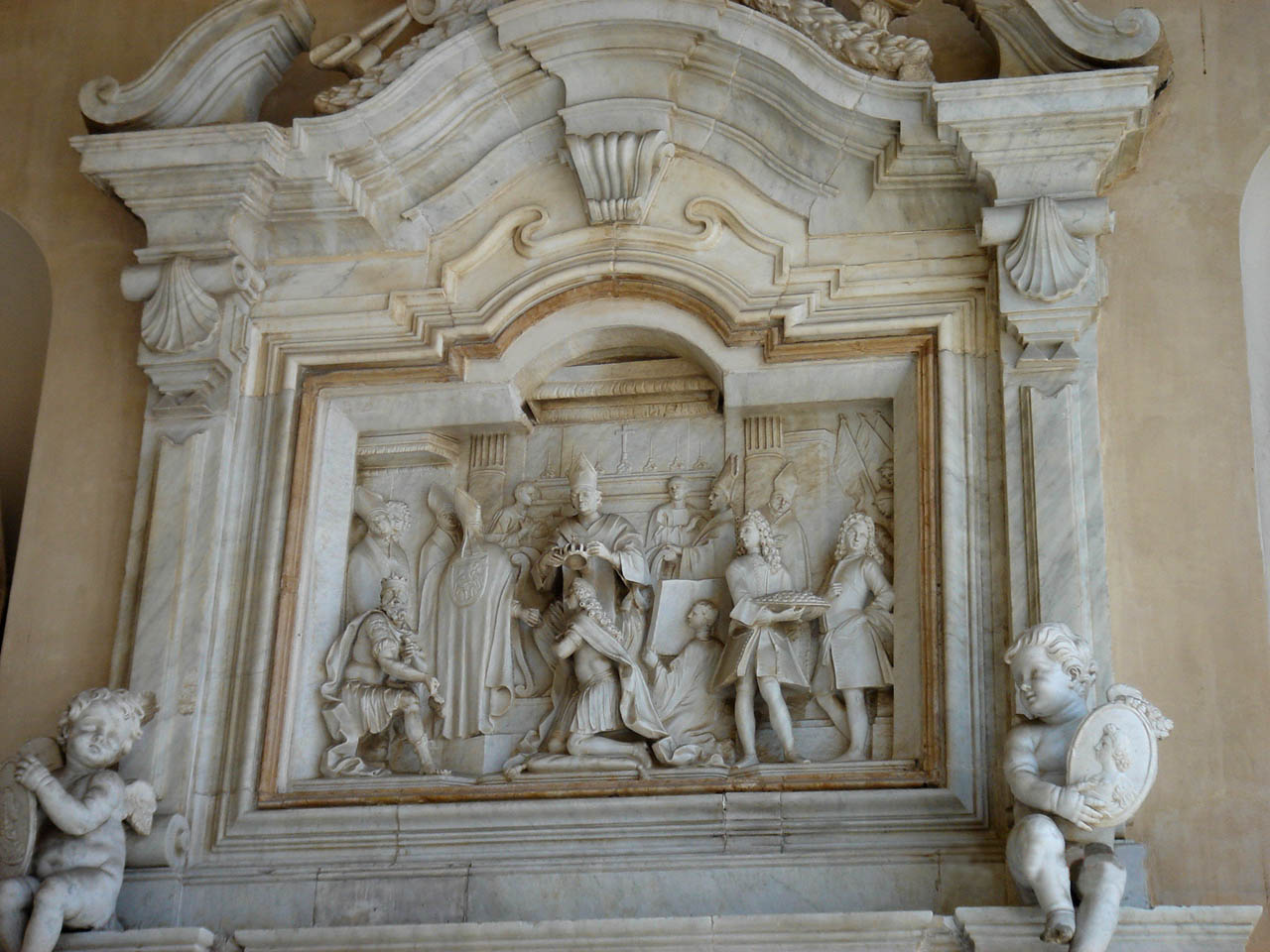
Bassorilievo dell'incoronazione di Carlo di Borbone, cattedrale di Palermo

Nel 1734, durante la guerra di successione polacca, al comando delle armate spagnole Carlo di Borbone conquistò i regni di Napoli e Sicilia, strappandoli agli austriaci. L'anno successivo, il 3 luglio 1735, fu incoronato rex utriusque Siciliae (re delle Due Sicilie) presso la cattedrale di Palermo. Nasceva così un nuovo ramo cadetto della dinastia borbonica. Successivamente Palermo fu capitale del nuovo Regno delle Due Sicilie tra il 1816 ed il 1817, sostituita poi da Napoli.

## Monumenti

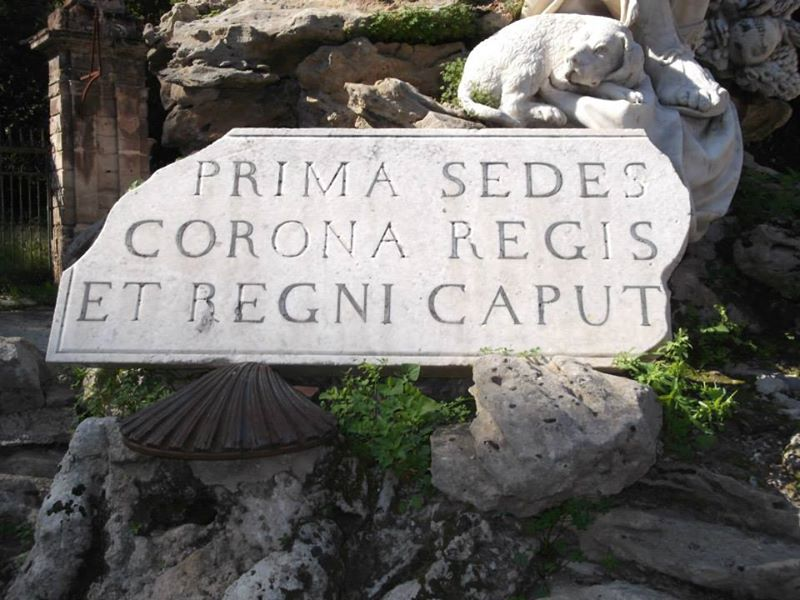
Targa marmorea della fontana del Genio a Villa Giulia, Palermo

L'iscrizione «Prima Sedes, Corona Regis et Regni Caput» è presente in diversi luoghi simbolo della città:
- Cattedrale di Palermo: all'interno del portico del prospetto meridionale è collocata una lapide marmorea riportante l'iscrizione. Immediatamente sotto, un'altra lapide contiene la cronologia delle incoronazioni avvenute nella cattedrale di Palermo, da Ruggero II a Carlo di Borbone. All'interno della cattedrale è presente il cosiddetto "Baldacchino Reale", con il trono del sovrano. Esso reca decorazioni musive del XII secolo ed è sormontato dall'iscrizione.
- Palazzo Pretorio (o Palazzo delle Aquile): nell'edificio sede del Comune di Palermo, confinante con la Sala delle Lapidi, è collocata la maestosa scultura dell'aquila sormontata da una targa marmorea recante l'iscrizione.
- Fontana del Genio a Villa Giulia: ai piedi del Genio di Palermo, a destra, trova posto una targa marmorea contenente l'iscrizione.